# Affinghausen
Affinghausen (dolnoniem. Affinghusen lub Affjehusen) – miejscowość i gmina w Niemczech, w kraju związkowym Dolna Saksonia, w powiecie Diepholz, wchodzi w skład gminy zbiorowej Schwaförden.